# Ocupante
Ocupante es el individuo o persona que ocupa, o suele ocupar una cosa, pudiéndose la misma ser un vehículo, una casa, un departamento, un terreno, lote o parcela, pudiéndose diferenciar además en bienes muebles o inmuebles.

## Ejemplos de ocupantes
- La ocupación en la tierra fiscal por parte del ocupante, da derechos al individuo sobre el bien ocupado.
- En un vehículo se considera al ocupante como un pasajero más que es transportado, (los ocupantes del avión salieron ilesos en el aterrizaje forzoso) .
- El ocupante puede ocupar un espacio en la fila o cola para hacer un trámite, ocupar un lugar determinado en la fila, puede ser por orden de llegada o por número sacado al ingresar al lugar de la institución para lograr hacer el trámite, (bancos, oficinas públicas, farmacias).
- El ocupar un asiento en un medio de transporte público, puede interpretarse como un derecho a ocupar un asiento definido y con características numerológicas. (el señor ocupa el asiento de la ventanilla, corresponde a la letra "A", el "B", es el asiento del medio y el "C" es el asiento del pasillo), a cada fila de asientos se le da un número correlativo, comenzando por el número 1 y terminando con el número correspondiente a la cantidad de filas que tenga el avión u ómnibus.
- Los ocupantes del edificio fueron advertidos del peligro que significa permanecer en él, por el estado en que quedó luego del terremoto.
- El ocupante de un terreno o de una vivienda en general, sin derechos que le den la posesión legal, puede ser considerado un intruso.
- Los ocupantes ilegales de una fábrica o del lugar donde trabajan, manifestación social producida para obtener mejoras salariales o condiciones mejores en el trabajo.